# قرنفل منتصب
القرنفل المنتصب (باللاتينية: Dianthus strictus) نوع نباتي من جنس القرنفل من الفصيلة القرنفلية.

## الموئل والانتشار
موطن هذا النوع بلاد الشام ومصر وتركيا واليونان.

## مرادفات للاسم العلمي
- (باللاتينية: Dianthus polycladus Boiss.)
- (باللاتينية: Dianthus strictus subsp. polycladus (Boiss.) Kollmann)